# أرتور كوكيابسكي
أرتور كوكيابسكي (بالبولندية: Artur Kuciapski) مواليد 26 ديسمبر 1993، هو عداء بولندي متخصص في 800 متر.

## سجل المنافسة
| العام | المسابقة                                  | المكان  | المركز | حدث   | ملاحظة  |
| ----- | ----------------------------------------- | ------- | ------ | ----- | ------- |
| 2012  | بطولة العالم للناشئين لألعاب القوى 2012   | برشلونة | 49     | 800 م | 1:53.95 |
| 2013  | بطولة أوروبا لألعاب القوى تحت 23 سنة 2013 | تامبيري | 27     | 800 م | 1:53.50 |
| 2014  | بطولة أوروبا لألعاب القوى 2014            | زيورخ   | 2      | 800 م | 1:44.89 |
| 2015  | بطولة أوروبا لألعاب القوى تحت 23 سنة 2015 | تالين   | 1      | 800 م | 1:48.11 |
| 2015  | بطولة العالم لألعاب القوى 2015            | بكين    | 39     | 800 م | 1:49.22 |

## روابط خارجية
- أرتور كوكيابسكي على موقع الاتحاد الدولي لألعاب القوى (الإنجليزية)
- أرتور كوكيابسكي على موقع الرابطة البولندية لألعاب القوى (البولندية)
- أرتور كوكيابسكي على موقع الدوري الماسي (الإنجليزية)